# Нерс, Пол
Сэр Пол Нерс (англ. Paul M. Nurse; род. 25 января 1949) — британский биохимик, лауреат Нобелевской премии в области медицины и физиологии 2001 года — за открытие регуляции клеточного цикла эукариот циклином и циклин-зависимыми киназами.
Рыцарь-бакалавр (1999).
Президент Королевского общества (с 2010 по 2015, его член с 1989 года), член-учредитель АМН Великобритании (1998), иностранный член Национальной академии наук США (1995) и Китайской академии наук (2015), а также Американского философского общества (2025), почётный член Британской академии (2016). Президент Рокфеллеровского университета (2003–2011). С 2017 года президент Бристольского университета. Исполнительный директор Института Фрэнсиса Крика.

## Биография
Родился в Уэмбли на северо-востоке Лондона; родители его были родом из Норфолка. Окончил Бирмингемский университет (1970), после чего в 1973 году получил степень доктора философии в Университете Восточной Англии.
В 1976 году Нерс идентифицировал ген cdc2 дрожжей (Schizosaccharomyces pombe). Ген контролировал клеточный цикл: переход от фазы G1 к синтетической фазе S и от фазы G2 к митозу. В 1987 году Нерс обнаружил гомологичный ген у человека CDK1, кодирующий циклин-зависимую киназу.
В 1984 году Нерс перешёл в Императорский онкологический исследовательский фонд (ныне Фонд онкологических исследований Великобритании). С 1988 по 1993 года заведовал отделом микробиологии Оксфордского университета, а затем вернулся в онкологический фонд, где стал директором с 1996 года. В 2003—2011 годах был президентом Рокфеллеровского университета (Нью-Йорк), где продолжал работы по клеточному циклу на дрожжах.
В политике придерживается левых взглядов. Во время учёбы симпатизировал Международной социалистической тенденции и продавал газету Социалистической рабочей партии «Socialist Worker», а также участвовал в студенческой оккупации кабинета проректора. На протяжении четырёх десятилей состоит в Лейбористской партии Великобритании, являясь также патроном связанного с ней социалистического общества «Учёные за лейбористов» (Scientists for Labour).
В 2016 году подписал письмо с призывом к Greenpeace, Организации Объединенных Наций и правительствам всего мира прекратить борьбу с генетически модифицированными организмами (ГМО).
Иностранный почётный член Американской академии искусств и наук (2006), член EMBO (1987).

## Награды и отличия
- Louis-Jeantet Prize for Medicine[англ.] одноимённого фонда (1992)
- 1993 — Премия Розенстила (совместно с Леландом Хартвеллом) — «For determining the components of the secretory pathway.»
- 1995 — Королевская медаль, «In recognition of his work on the control of the cell cycle in eukaryotic cells by his discovery of the identity and function of genes that regulate the key control points in the process of cell proliferation.»
- 1996 — Премия Хейнекена по биохимии и биофизике, «For his exceptional scientific research, which forms the basis of our current knowledge on the regulation of the division of eukaryotic cells and the molecular components and mechanisms involved.»
- 1998 — Премия Альберта Ласкера за фундаментальные медицинские исследования, «For pioneering genetic and molecular studies that revealed the universal machinery for regulating cell division in all eukaryotic organisms, from yeasts to frogs to humans.»
- 2001 — Нобелевская премия по физиологии или медицине вместе с Тимоти Хантом и Леландом Хартвеллом, «За открытие ключевых регуляторов клеточного цикла.»
- 2005 — Медаль Копли, «For his contributions to cell biology in general, and to the elucidation of the control of cell division.»
- 2007 — Hope Funds Award of Excellence in Basic Research
- 2011 — Шрёдингеровская лекция (Имперский колледж Лондона)
- 2013 — Премия Альберта Эйнштейна
- Назывался Science Council[англ.] в числе "UK's 100 leading practising scientists" (2014)[5]
- 2015 — Henry G. Friesen International Prize in Health  Research

Почётный доктор.
Кавалер французского ордена Почётного легиона (2002).
Награждён японским орденом Восходящего солнца 2 степени (2018).